# HK Mordovia Saransk
Le HK Mordovia Saransk - en russe : Хоккейный клуб Мордовия - est un club de hockey sur glace de Saransk en Mordovie en Russie. Il évolue dans la VHL-B.

## Historique
Le club est fondé en 2011 .

## Palmarès
- Aucun titre.